# Fahrpanzer

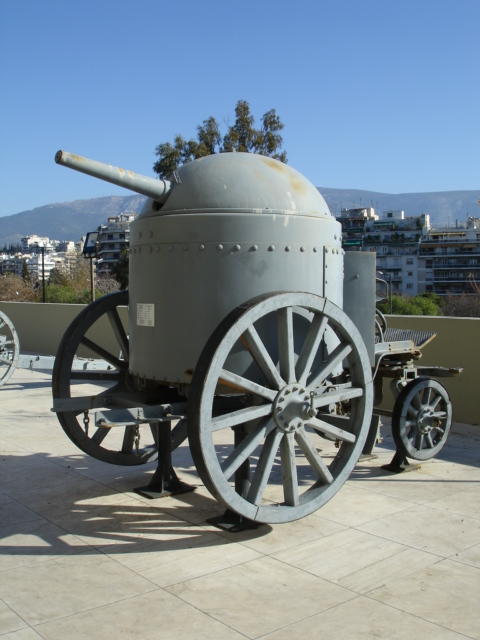
Fahrpanzer für Pferdetransport (Kriegsmuseum Athen)

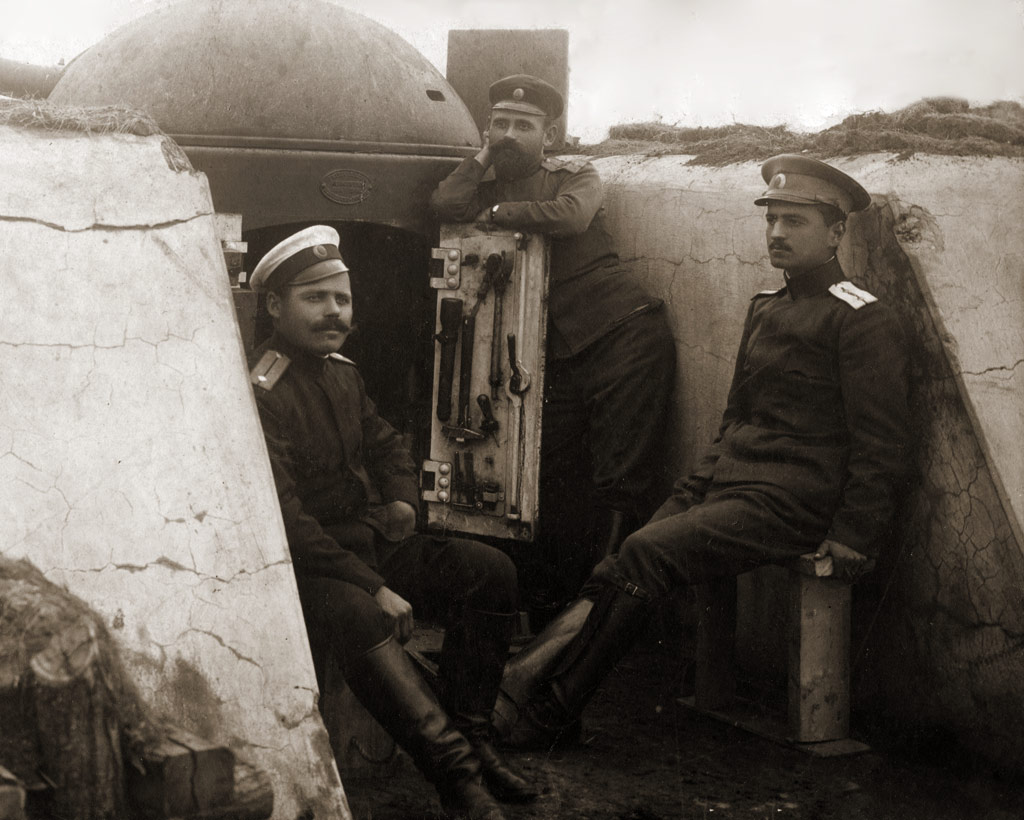
Eingebauter Gruson-Fahrpanzer in Bulgarien 1910–1920

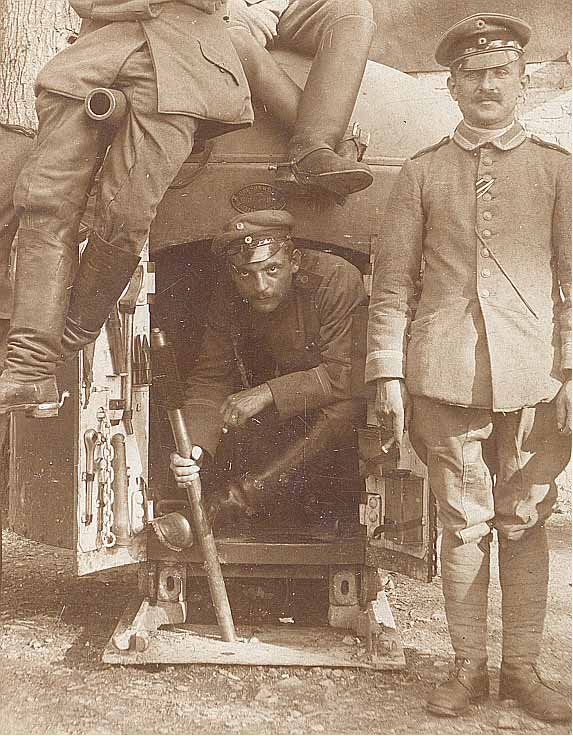
Fahrpanzer-Besatzung

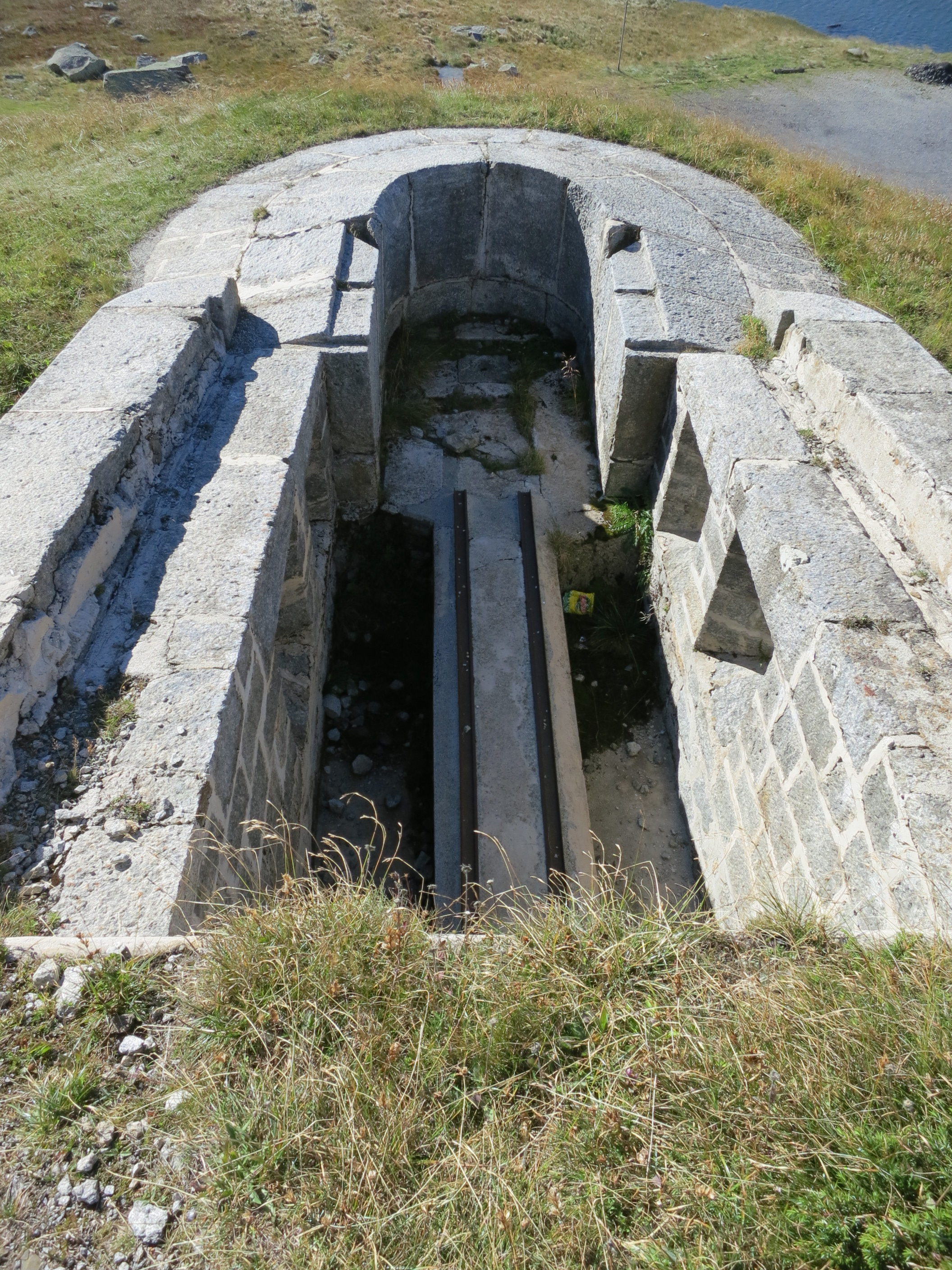
Geschützstand für Fahrpanzer im Fort Hospiz, Schweiz

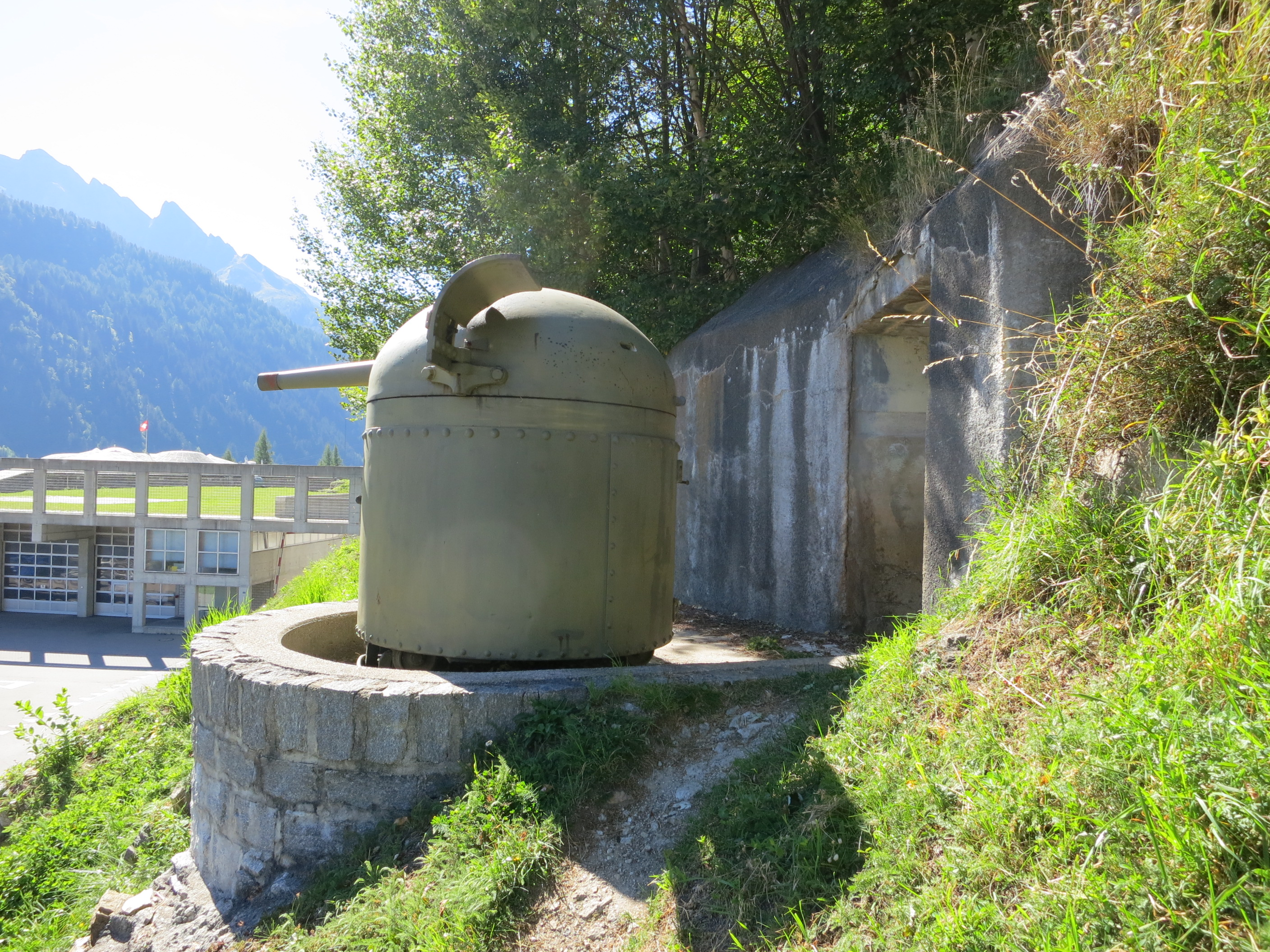
Fahrpanzer im Forte Airolo, Schweiz

Der Fahrpanzer war ein mobiles Artilleriegeschütz, das vor dem Ersten Weltkrieg in Deutschland hergestellt wurde. Ab 1890 wurde es in deutschen Grenzfestungen eingesetzt und in verschiedene Länder exportiert.

## Geschichte
Der Fahrpanzer ist die transportable Variante eines Panzerdrehturms. Panzerdrehtürme sind auf einem Kugellagerring drehbar gelagert und bestreichen ein Schussfeld von bis zu 360 Grad. Maximilian Schumann und Hermann Gruson überarbeiteten die zur Aufstellung auf einem Schiffsdeck oder zur Küstenverteidigung bewährten Panzerdrehtürme für den Einsatz der Landstreitkräfte und entwickelten sie zur Panzerlafette von 1878 (Schumann).
Weitere Nachfolgekonstruktionen führten dann zum Entwurf eines beweglichen (Schumann und Gruson), zerlegbaren Panzerdrehturms für eine 12-cm-Haubitze sowie zur fahrbaren Panzerlafette (kurz Fahrpanzer genannt) für eine 5,3-cm-Schnellfeuerkanone Kaliberlänge L/25. Diese Geschütze wurden dann in der Serethlinie in Rumänien eingesetzt.
Schumanns 1878 entwickelter Pilzturm kam seit 1893, nach Übernahme der Grusonwerk AG Buckau in Magdeburg durch die Friedrich Krupp AG, als „Krupp-Gruson-Panzerturm“ in allen modernen deutschen Panzerfesten und -batterien zum Einsatz. Schumann wirkte auch als Berater in Italien, der Schweiz und in Rumänien.
Der Fahrpanzer wurde in der Schweiz unter der Bezeichnung 5,3-cm-Kanone 1887 L/24 im Raum Gotthard (Fort Hospiz, Forte Airolo, Stöckli) sowie St. Maurice (Dailly) eingesetzt. Bis 1947 wurde in Dailly noch geschossen, dann wurde das Schießen wegen eines Rohrkrepierers untersagt.
Man war lange der Ansicht, dass das einzig erhaltene Exemplar im Besitz des Armeemuseums in Brüssel sei, bis Fotos von restaurierten Fahrpanzern aus Griechenland, der Schweiz und Südamerika auftauchten. Es befindet sich auch im Museumsgelände der Feste Kaiser Wilhelm II. ein restauriertes Exemplar.

## Hauptbestandteile
Das Drehgestell oder Pivot war zweiteilig und bestand aus der zylindrischen Panzerung und der Panzerkuppel.
Die Lafette oder das Gestell des Fahrpanzers hatte eine runde Grundplatte, auf der eine zylindrische Panzerung angenietet war. Die Panzerung war mit einer zweiflügeligen Tür versehen. Die Grundplatte war mit Profileisen verstärkt, die auf zwei mit Spurrollen versehenen Achsen ruhten.
Die Panzerung drehte sich auf der Spurplatte, wobei sie sich gleitend auf der oberen Fläche des Zahnkranzes stützte. Sie war breit ausgeweitet, um den Stand des Geschützes beim Schießen zu verbessern. Die Panzerkuppel drehte sich mit der Panzerung und trug die eigentliche Lafette und das Rohr.

## Besatzung
Alle Fahrpanzer waren voll gepanzert und wurden von einer Zwei-Mann-Besatzung bedient.
Sie wurden entweder durch die Besatzung oder durch eine Mannschaft außerhalb des Fahrpanzers in Stellung gebracht und aufmunitioniert.
Der Fahrpanzer konnte sich nicht selbständig bewegen, wie der ursprüngliche Entwurf vorsah, sondern er konnte nur von außen geführt werden.
Das Fehlen eines Eigenantriebs und einer Selbstmunitionierungsfähigkeit setzte die Besatzung einer Gefahr aus, weil sie deswegen gezwungen war, die schützende Panzerung zu verlassen.

## Einsatz im Festungsgeschützstand
Der Fahrpanzer war so konzipiert, dass er auf 60-cm-Schmalspureisenbahnschienen zur Gefechtsposition gefahren werden konnte. 
Wenn er nicht gebraucht wurde, konnte er aus dem Gefahrenbereich abgezogen werden. 

## Mobilität
Da Artilleriegeschütze jeglicher Art während des Ersten Weltkrieges Mangelware waren, wurden von den Deutschen viele Fahrpanzer aus ihren Festungen entfernt, an die Frontlinien geschafft und in Schützengräben installiert.
Für den Straßentransport hatten sie spezielle Fahreinrichtungen und wurden mit Pferdegespannen gezogen.
Alle Exportmodelle wurden mit solchen Fahreinrichtungen verkauft, die während ihrer militärischen Laufbahn offenbar nie demontiert wurden.

## Bewaffnung und Schussabgabe
Die Bewaffnung bestand aus einer 5,3-cm-Schnellfeuerkanone Gruson in einem um 360 Grad drehbaren Panzerturm mit einem Höhenrichtbereich von +10 und −5 Grad. Die Kanone konnte eine 1,75-kg-Granate mit einer Mündungsgeschwindigkeit von 495 m/s und maximal 30 Granaten pro Minute abfeuern. Die Munition wurde ihr dabei durch die von der Panzerung vollständig geschützte Zweimannbesatzung zugeführt. Die Schussabgabe erschütterte den Fahrpanzer so stark, dass oft die Zielgenauigkeit darunter litt.

## Varianten des Kanonenrohreinsatzes
Das 5,3-cm-Rohr wurde neben dem Fahrpanzer auf drei weitere Arten eingesetzt:
- Versenkpanzerturm: Diese Lafettierungsart bestand aus einem Geschützraum und einem Gegengewichtsraum, um den Turm in Feuerstellung zu heben. Der Panzerdeckel sowie der Ring waren versenkbar, ein eingemauerter Hartguss-Vorpanzer schützte die Stellung.
- Kasematte-Kanone: Die 5,3-cm-Rohre wurden auf Kasematt-Lafetten gestellt, die denjenigen der 8,4-cm-Kaponniere-Kanone glichen.
- Ständerlafette: Eine modernere Lafettenart, die zum Einsatz kam, war die von der Firma Sulzer gefertigte (Ständer-)Lafette.

## Weiterentwicklungen
Es ist nicht klar, ob Fahrpanzer später so nachgerüstet wurden, dass sie selbst fahren konnten. 
Eine zeitgenössische Illustration zeigt ferngesteuerte, mit Maschinengewehren bewaffnete Fahrpanzer im Stellungskrieg, jedoch gibt es keine Hinweise, dass diese Idee über die konzeptionelle Phase hinaus weiterentwickelt wurde. 
Eine derartige Weiterentwicklung der Fahrpanzer wurde durch die Entwicklung von autonom auf dem Schlachtfeld operierenden Panzern überholt.

## Technische Angaben
- Rohr: Kaliber 5,3 cm
- Hersteller: Krupp-Gruson
- Rohrlänge: 1302 mm
- Verschluss: vertikaler Keilverschluss
- Gewicht Rohr und Verschluss: 144 kg
- Schusskadenz: 20–30 Schuss/Minute
- Mündungsgeschwindigkeit: 447 m/s
- Schussweite Granaten: 3200 m bei 1,63 kg
- Schussweite Kartätschen: 400 m bei 1,88 kg
- Schussweite Schrapnell: 3000 m bei 1,63 kg
- Richtbereich Höhe: −14/+15 Grad
- Schwenkbereich: 360 Grad